# Elwira Żmudzka
Elwira Żmudzka – polska klimatolog, prezes Stowarzyszenia Klimatologów Polskich.
W 1985 roku ukończyła studia geograficzne. Doktoryzowała się w 1999 roku na podstawie pracy pt. Cykliczne zmiany temperatury powietrza w Polsce. Stopień doktora habilitowanego uzyskała w 2008 roku. Jest pracowniczką naukowo-dydaktyczną Uniwersytetu Warszawskiego (Wydział Geografii i Studiów Regionalnych oraz Międzywydziałowe Studia Ochrony Środowiska).
Jest autorką ponad stu opracowań naukowych z zakresu współczesnych zmian klimatu, ich uwarunkowań i implikacji środowiskowych, roli cyrkulacji w kształtowaniu elementów klimatu oraz topoklimatologii i ochrony środowiska. Brała udział w opracowaniu ekspertyz i planów zagospodarowania terenów chronionych na obszarze Polski, m.in. Wigierskiego Parku Narodowego, Parku Narodowego „Bory Tucholskie” oraz badania środowiska przyrodniczego Łomżyńskiego Parku Krajobrazowego Doliny Narwi.
Była członkinią zespołów wykonawczych projektów badawczych KBN, np. Koncepcja ochrony krajobrazu województwa płockiego, Modele naturalnych i antropogenicznych zmian klimatu Polski. Obecnie realizuje grant MNiSW na temat wpływu czynników klimatycznych na rozwój i prędkość przemieszczania się barchanów (na przykładzie wybranych obszarów północnej Sahary).
Jest członkinią kilku towarzystw naukowych krajowych i zagranicznych, m.in. Międzynarodowej Asocjacji Klimatologii Miejskiej (International Association for Urban Climate), Polskiego Towarzystwa Geograficznego (Przewodnicząca Komisji Konkursu Prac Magisterskich PTG), Polskiego Towarzystwa Geofizycznego oraz Stowarzyszenia Klimatologów Polskich, pełniąc funkcję Prezesa.
W 2010 roku wzięła udział w Wielkiej Lekcji Geografii, zorganizowanej w ramach Explorers Festival 2010, podczas której dała wykład na temat Wyżu Azjatyckiego.

## Wybrane publikacje
- Kożuchowski K., Żmudzka E., 2001, Assessment of relations between the normalised difference vegetation index (NDVI), frequency of forest fires, air temperature, sunshine, precipitation in Poland. „Geographia Polonica”, t. 74, nr 2, s. 29-40.
- Kożuchowski K., Żmudzka E., 2001, Ocieplenie w Polsce: skala i rozkład sezonowy zmian temperatury powietrza w drugiej połowie XX wieku. „Przegląd Geofizyczny”, t. 46, z. 1-2, s. 81-90.
- Żmudzka E., 2004, Elementy klimatu Polski 1951-2000. [w:] Wielka Encyklopedia PWN. T. 21, Wydawnictwo Naukowe PWN, Warszawa (współautorstwo).
- Degirmendžić J., Kożuchowski K., Żmudzka E., 2004, Changes of Air Temperature and Precipitation in Poland in the Period 1951–2000 and their Relationship to Atmospheric Circulation. „International Journal of Climatology”, t. 24, nr 3, s. 291-310.
- Żmudzka E., 2004, Tło klimatyczne produkcji rolniczej w Polsce w drugiej połowie XX w. „Acta Agrophysica”, PAN, 105, t. 3(2), s. 399-408.
- Żmudzka E., 2004, Wielkość zachmurzenia w Polsce a epoki cyrkulacyjne. „Przegląd Geofizyczny”, t. 49, nr 1-2, s. 25-42.
- Żmudzka E., 2007, Znaczenie kompleksowych badań fizycznogeograficznych w rozpoznaniu klimatu miejscowego. [w:] Znaczenie badań krajobrazowych dla zrównoważonego rozwoju. Profesorowi Andrzejowi Richlingowi w 70. rocznicę urodzin i 45-lecie pracy naukowej, UW WGSR, Warszawa, s. 219- 230.
- Żmudzka E., 2007, Zmienność zachmurzenia nad Polską i jej uwarunkowania cyrkulacyjne (1951-2000). Wydawnictwa Uniwersytetu Warszawskiego, Warszawa, ss. 399.
- Żmudzka E., 2007, Cloudiness over the north-western Poland. Quaestiones Geographicae, 26A, Adam Mickiewicz University Press, Poznań, s. 79-87.
- Żmudzka E., 2008, The influence of cloudiness on air temperature and precipitation on the territory of Poland (1951-2000). „Miscellanea Geographica”, t. 13, s. 89-103.
- Żmudzka E., 2009, Współczesne zmiany klimatu Polski, „Acta Agrophysica”, 13(2), s. 555-568.
- Żmudzka E., 2009, Changes of thermal conditions in the Polish Tatra Mountains, „Landform Analysis”, t. 10, s. 140-146.